# Holsljunga landskommun
Holsljunga landskommun var en tidigare kommun i dåvarande Älvsborgs län.

## Administrativ historik
Landskommunen inrättades i Holsljunga socken i Kinds härad i Västergötland när 1862 års kommunalförordningar trädde i kraft.
Vid kommunreformen 1952 uppgick kommunen i Högvads landskommun som upplöstes 1971 då denna del uppgick i Svenljunga kommun.

## Politik

### Mandatfördelning i Holsljunga landskommun 1942-1946
| 4 | 8 | 6 |

| 17 |

| 4 | 7 | 4 |

| 14 |